# Günther von Dewitz

Das Wappen der Familie von Dewitz

Günther Karl Anselm Ernst von Dewitz genannt von Krebs (* 6. Dezember 1885 in Berlin; † 5. Juni 1940 bei Tergnier, Frankreich) war deutscher Generalmajor und Regimentskommandeur im Zweiten Weltkrieg.

## Leben

### Herkunft
Günther entstammte dem alten mecklenburg-pommerschen Adelsgeschlecht von Dewitz, das 1212 erstmals urkundlich erwähnt ist. Er war der Sohn des preußischen Majors Ernst von Dewitz (1851–1900) und dessen Ehefrau Sabine von Puttkamer (1864–1904).

### Militärkarriere
Dewitz trat am 31. Oktober 1903 als Fahnenjunker in das Garde-Füsilier-Regiment der Preußischen Armee ein. Dort wurde er am 14. Juni 1904 zum Fähnrich ernannt sowie am 18. Mai 1905 zum Leutnant befördert. Als Oberleutnant wurde Dewitz nach dem Beginn des Ersten Weltkriegs am 22. August 1914 zur 6. Garde-Infanterie-Brigade versetzt. Hier war er bis 14. Mai 1915 als Ordonnanzoffizier tätig und wurde anschließend zum stellvertretenden Generalkommando des Gardekorps kommandiert. Im November 1915 kehrte Dewitz, zwischenzeitlich zum Hauptmann befördert, als Kompanieführer zu seinem Stammregiment an die Ostfront zurück. Im April 1916 verlegte er mit seinem Regiment an die Westfront und war hier bis Kriegsende u. a. an den Kämpfen an der Somme, bei Arras und der deutschen Frühjahrsoffensive 1918 beteiligt. Für sein Wirken hatte er beide Klassen des Eisernen Kreuzes, das Ritterkreuz des Königlichen Hausordens von Hohenzollern mit Schwertern, das Ritterkreuz I. Klasse des Albrechts-Ordens mit Schwertern, das Hamburger Hanseatenkreuz sowie das Österreichische Militärverdienstkreuz III. Klasse mit Kriegsdekoration erhalten.
Nach dem Waffenstillstand von Compiègne kehrte Dewitz mit dem Regiment in die Heimat zurück und wurde ab Dezember 1918 beim Stab verwendet. Nach der Demobilisierung und Auflösung wurde Dewitz in die Vorläufige Reichswehr übernommen und als Kompaniechef im Reichswehr-Infanterie-Regiment 115 eingesetzt. Mit der Bildung der Reichswehr ging Dewitz bisheriges Regiment in das 5. Infanterie-Regiment auf. Er fungierte hier bis 31. März 1927 als Chef der 7. Kompanie. Anschließend versetzte man ihn nach Stettin zum Stab der 2. Division. Am 1. Februar 1928 wurde Dewitz zum Major befördert und als solcher am 1. Februar 1931 zum Kommandeur des III. Bataillons im 5. (Preußisches) Infanterie-Regiment ernannt. Es folgte am 1. Oktober 1932 seine Beförderung zum Oberstleutnant und vom 1. Oktober 1933 bis 14. Oktober 1935 seine Verwendung beim Regimentsstab. Während dieser Zeit wurde Dewitz am 1. September 1934 zum Oberst befördert. Vom 15. Oktober 1935 bis 30. März 1937 kommandierte er das Infanterieregiment 47. Anschließend war Dewitz Ausbildungsleiter in Saarbrücken beim Generalkommando der Grenztruppe Saarpfalz.
Nach dem Beginn des Zweiten Weltkrieges erhielt Dewitz am 26. August 1939 das Kommando über das I. Bataillon des Infanterieregiments 483; am 25. Oktober 1939 wurde er zum Regimentskommandeur ernannt. In dieser Stellung ist er am 5. Juni 1940 gefallen. Nachträglich wurde Dewitz mit RDA vom 1. Juni 1940 zum Generalmajor befördert.
Er war Ehrenritter des Johanniterordens.

### Familie
Dewitz heiratete am 29. September 1908 in Kiel Agnes von Prittwitz und Gaffron (1888–1969), die Tochter des deutschen Admirals Curt von Prittwitz und Gaffron aus dessen erster Ehe mit Luise von Schönberg. Der Sohn Eckhard (1909–1976) heiratete mehrfach, aus erster Ehe mit Margaret von Dewitz genannt Krebs hatte er die Tochter Rosemarie. Mit seiner zweiten Ehefrau Gertrud Planert hatte er eine Tochter Sigrid und einen Sohn Gerd. In dritter Ehe war Eckhard mit Jutta Herwig verbunden. Seine Schwester Else gründete mit Walrab von Buttlar eine Familie. 
Günther von Dewitz hatte zwei Brüder: Karl von Dewitz-Krebs (1887–1945) wurde Generalmajor und vom NS-Regime in Torgau hingerichtet. Er war verheiratet mit Erike von Bauer; das Ehepaar hatte mehrere Kinder und Enkel. Günthers jüngster Bruder Albrecht (1889–1959) war zuletzt Oberregierungsrat und verheiratet mit der Generalsoberarzttochter Mathilde Tiemann; sie hatten dreizehn Kinder.